# Candido Portinari
Candido Portinari, född 29 december 1903, Brodowski, São Paulo, Brasilien, död 6 februari 1962 i Rio de Janeiro, var en brasiliansk målare och grafiker.

## Biografi
Portinari var son till italienska invandrare från Veneto, på en kaffeplantage nära Brodowski, i São Paulo. Han studerade vid Escola Nacional de Belas Artes (ENBA) i Rio de Janeiro. År 1928 vann han en guldmedalj på ENBA och en resa till Paris, där han stannade till 1930, då han återvände till Brasilien. På 1930-talet slog han igenom i Brasilien som porträtt- och figurmålare i en mondän Parisinspirerad stil. Han var sedan en av de viktigaste brasilianska målarna och en framstående och inflytelserik utövare av neorealistisk stil i sitt måleri.
Han gick med i brasilianska kommunistpartiet och ställde upp i val till senator 1947, men var tvungen att fly Brasilien till Uruguay på grund av förföljelsen av kommunister under regeringen Eurico Gaspar Dutra (1946-1951). Han återvände till Brasilien 1951, men drabbades av ohälsa under de senaste tio åren av sitt liv och dog i Rio de Janeiro 1962 av blyförgiftning från sina färger.

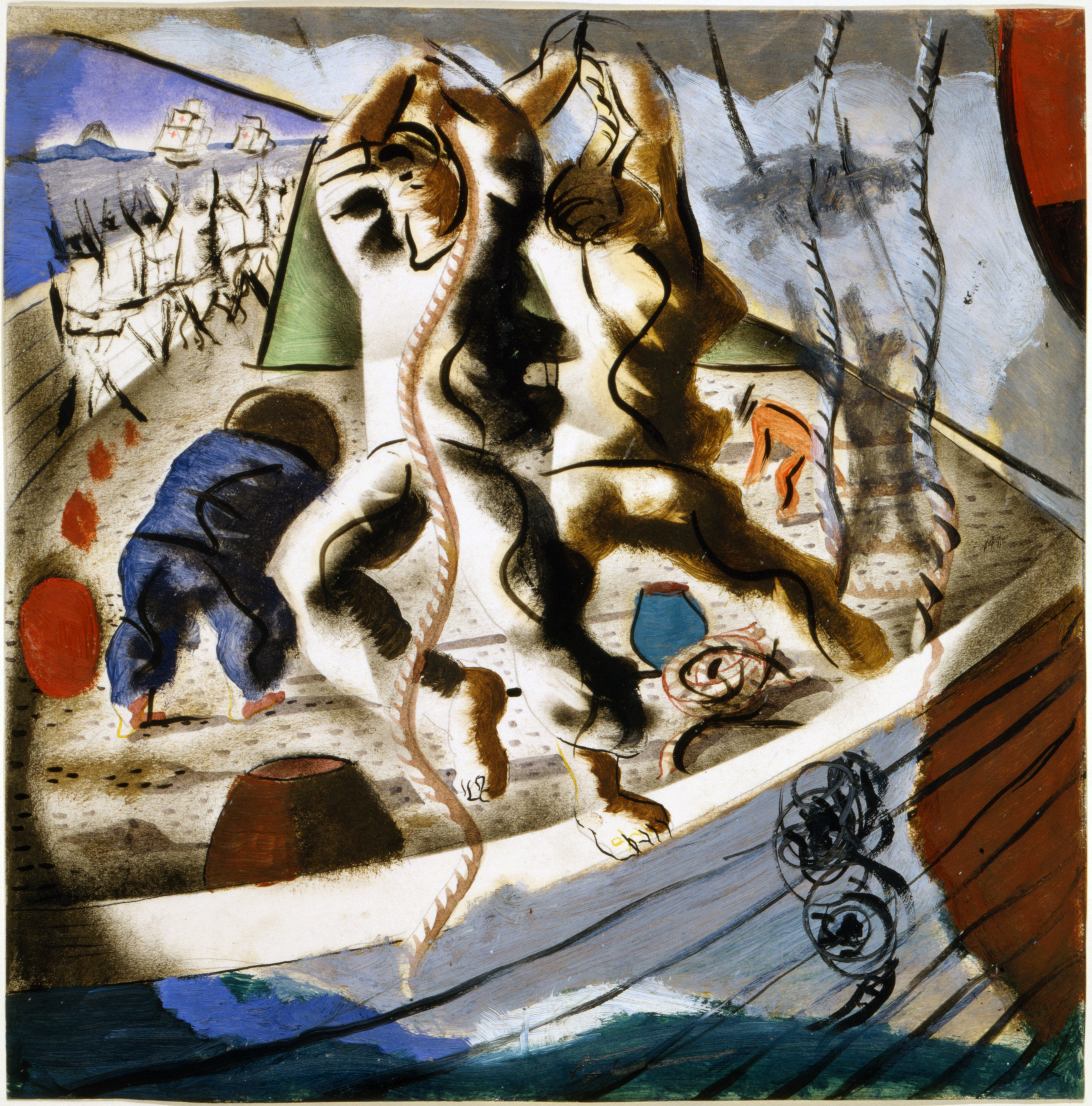
Studie för Landets upptäckt, väggmålning i Library of Congress.

## Konstnärlig produktion
Portinaris karriär sammanföll med och han ingick samarbete med Oscar Niemeyer. Hans verk återfinns i gallerier och utställningar i Brasilien och utomlands, allt från familjkapellet i hans barndomshem i Brodowski till hans väggpaneler Guerra e Paz (Krig och fred) i FN-byggnaden i New York och fyra väggmålningar i den spanskspråkiga delen avläsesalen i Library of Congress i Washington, DC. Omfattningen och bredden hos hans produktion är anmärkningsvärd. Den innehåller bilder av barndomen, målningar av arbetare från landsbygden och i städerna, men också människor som flyr vedermödorna i Brasiliens nordöstra landsbygd, samt de viktigaste händelserna i historien om Brasilien sedan ankomsten av portugiserna år 1500.
Han har också gjort porträtt av medlemmar av sin familj och ledande brasilianska intellektuella, illustrationer för böcker, kakeldekorer i kyrkan i São Francisco Pampulha, Belo Horizonte.
Den 20 december 2007 blev hans målning O Lavrador de Café stulen från konstmuseet i São Paulo tillsammans med Pablo Picassos Porträtt av Suzanne Bloch. Målningarna var saknade till 8 januari 2008, då de återfanns i Ferraz de Vasconcelos av polisen i São Paulo. Målningarna kunde oskadda återlämnas till konstmuseet i São Paulo.